# Hedy d'Ancona
Hedwig d'Ancona, detta Hedy (L'Aia, 1º ottobre 1937), è un'ex politica, sociologa, geografa sociale e femminista olandese.
Esponente del Partito del Lavoro, fu eletta alla Eerste Kamer alle elezioni senatoriali del 1974, 1977, 1980 e 1981; dal 1981 al 1982 fu sottosegretario di Stato agli affari sociali e all'occupazione nel Governo van Agt II.
In occasione delle elezioni europee del 1984 approdò al Parlamento europeo, ove fu rieletta alle europee del 1989; nel novembre 1989 rassegnò le dimissioni da europarlamentare per assumere l'incarico di ministro del lavoro, della salute e della cultura nel Governo Lubbers III, carica che mantenne fino al 1994.
Rieletta al Parlamento europeo alle elezioni del 1994, terminò l'incarico nel 1999.

## Vita privata
D'Ancona aveva un padre ebreo e una madre non ebrea. Suo padre fu deportato durante la seconda guerra mondiale e morì di polmonite alla fine del conflitto, durante l'evacuazione del campo di concentramento di Grosz Rosen .
Nel 1959 sposò lo psichiatra Guus de Boer. Ha avuto un figlio da una relazione extraconiugale con il regista e presentatore televisivo Berend Boudewijn. A questi venne dato il cognome De Boer. In seguito ebbe una figlia, Hadassah de Boer, con De Boer. Nel 1974 divorziò da De Boer e iniziò una relazione con il membro della Tweede Kamer Ed van Thijn. Dagli anni '90 fino alla sua morte nel 2018, è stata la compagna dell'artista visivo Aat Veldhoen.